# Радушненский поселковый совет
Радушненский поселковый совет (укр. Радушненська селищна рада) — входит в состав
Криворожского района
Днепропетровской области
Украины.
Административный центр поселкового совета находится в
пгт Радушное.

## Населённые пункты совета
- пгт Радушное